# ネオス (自動販売機管理業)
ネオス株式会社（英: NEOS Corporation.）は、東京都江東区に本社を置く自動販売機による飲料販売及び維持管理を行う会社。1985年にUCC上島珈琲の子会社として誕生し、その後数度の親会社変更、商号変更を経て現在に至る。現在の親会社である伊藤園とは、2009年に資本業務提携を結び、2012年より連結子会社となる。大塚ホールディングスの関連会社でもある。

## 沿革
- 1985年（昭和60年）5月 - UCC上島珈琲の100%出資で近畿共立株式会社として創立
- 1990年（平成2年）2月 - 近畿東UCCベンディング株式会社に商号変更
- 1998年（平成10年）10月 - 近畿UCCベンディング株式会社に商号変更
- 2001年（平成13年）1月 - ベネット近畿株式会社へ商号変更
- 2005年（平成17年）4月 - ネスレベンディング株式会社へ商号変更
- 2007年（平成19年）1月 - ネオス株式会社（現在の社名）へ商号変更